# St. Marianus (Bardowick)
Sankt Marianus war die römisch-katholische Kirche in Bardowick, einem Flecken im Landkreis Lüneburg in Niedersachsen. Die nach dem heiligen Marian von Bardowick benannte kleine Kirche gehörte stets zur Pfarrgemeinde Christ König in Adendorf, im Dekanat Lüneburg des Bistums Hildesheim. Auf ihrem Grundstück Schlöpkeweg 8 steht heute ein Hospiz.

## Geschichte
Am 3. November 782 wurde der Missionar Marianus auf einer über die Ilmenau führenden Brücke bei Bardowick erschlagen. Bereits Ende des 13. Jahrhunderts wurde eine „Kapelle des Heiligen Marianus“ in Bardowick erwähnt, sie befand sich südlich der Ilmenaubrücke. 1466 wurde die Kapelle neu errichtet.
Von 1525 an versuchte Ernst I., Fürst von Lüneburg, im damals zum Bistum Verden gehörenden Bardowick die Reformation durchzusetzen. 1529 setzte er mit Matthäus Ginderich, auch Gunderich genannt, den ersten lutherischen Prediger in Bardowick ein. 1540 ließ Ernst I. die Marianus-Kapelle abreißen, um die Verehrung des heiligen Marianus zu beenden.
1970 fand die Grundsteinlegung der St.-Marianus-Kirche statt, am 3. April 1971 erfolgte ihre Benediktion durch Bischof Heinrich Maria Janssen. Zuvor fanden bereits katholische Gottesdienste in St. Marianus in der Straße Hinterm Dom 2 statt.
Seit Mitte der 1980er Jahre wurde die Kirche nur noch wenig genutzt, in den 1990er Jahren wurde sie aufgegeben. Auf ihrem Grundstück wurde 1997/98, in privater Trägerschaft, ein gleichnamiges Zentrum für Palliative Care mit stationärem Hospiz erbaut; die St.-Marianus-Kirche wurde dazu abgerissen. Das im Herbst 1998 eröffnete Palliativzentrum beinhaltet eine 1998 errichtete Kapelle, die am 28. August 1998 durch Bischof Josef Homeyer eingeweiht wurde. Seitens der katholischen Pfarrgemeinde St. Marien in Lüneburg finden heute Werktagsgottesdienste in der Kapelle statt. Die nächstliegende katholische Kirche mit Sonntagsgottesdiensten ist heute Christ König in der Nachbarortschaft Adendorf.

## Architektur und Ausstattung
Die Kirche wurde vom Diözesanbauamt unter der Leitung von Josef Fehlig als Beton-Fertigteilkirche errichtet und befand sich in rund 10 Meter Höhe über dem Meeresspiegel. Inventar aus der Kirche fand nach deren Profanierung in der Kapelle des Palliativzentrums eine neue Verwendung. Eine der beiden Glocken aus der Kirche fand einen neuen Platz im Palliativzentrum, die andere Glocke in einem Kirchenneubau in Lettland.